# Miżlissia (obwód wołyński)
Miżlissia (ukr. Міжлісся, hist. pol. Władysławówka) – wieś na Ukrainie na terenie rejonu włodzimierskiego w obwodzie wołyńskim, liczy 61 mieszkańców.